# Peñalara
Der Peñalara ist mit einer Höhe von 2430 m der höchste Gipfel in der Sierra de Guadarrama. Diese ist wiederum Teil des Iberischen Scheidegebirges, das in der Mitte Spaniens liegt und die Iberische Halbinsel durchschneidet.  
Der Ostteil des Berges liegt im Gebiet der Gemeinde Rascafría in der Autonomen Gemeinschaft Madrid. Sein Westteil liegt im Valsaín-Tal in der Provinz Segovia. Der Gipfel gehört zum Naturpark Peñalara, auf dessen Gebiet mehrere kleine Seen und einige steile Klippen liegen. 
Der Umriss des Peñalara ist abgerundet mit wenig Überhängen. Seine Flanken sind mit unterschiedlicher, von der Höhe abhängender, Vegetation bewachsen. Die Tierpopulation des Berges besteht unter anderem aus kleinen Säugetieren, einer großen Zahl Insekten und verschiedenen Vogelarten wie Adlern und Geiern.

## Massiv von Peñalara
Der Gipfel Peñalara ist der höchste Punkt eines Bergmassivs gleichen Namens. Dieses Massiv erstreckt sich über 5,8 km, vom Cotos-Pass (1830 m) bis zum Pass von Los Neveros (2096 m) und bildet gleichzeitig die Grenze zwischen der Autonomen Gemeinschaft Madrid und Kastilien-León. Der Kamm trägt von Süd nach Nord die Gipfel:
- Hermana Menor (2271 m)
- Hermana Mayor (2285 m)
- Pico de Peñalara (2430 m)
- Risco de los Claveles (2388 m)
- Risco de los Pájaros (2334 m)

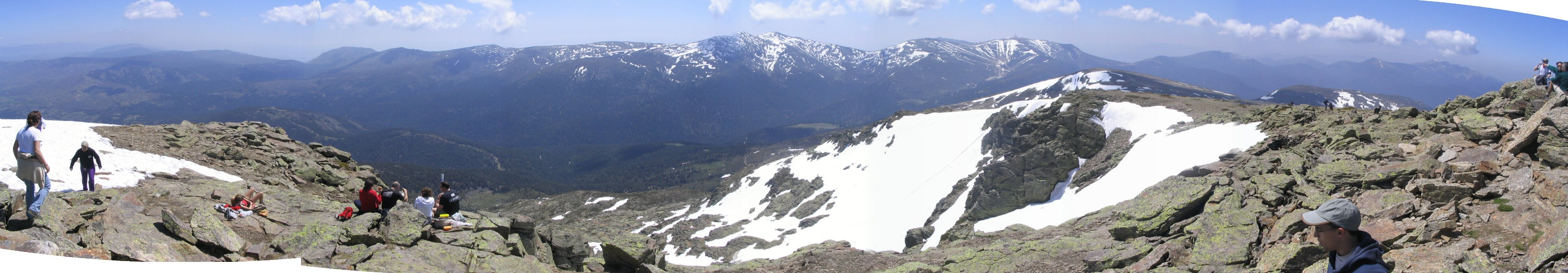
Blick Richtung Westsüdwest vom Gipfel des Peñalara